# Fäbodskogen
Fäbodskogen är ett naturreservat i Skellefteå kommun i Västerbottens län.
Området är naturskyddat sedan 1978 och är 13 hektar stort. Reservatet ligger vid Gammelbyns fäbodar och består av skog med mycket gamla tallar.